# Джеймс, Стив (снукерист)
Стив Джеймс (англ. Steve James, род. 2 мая 1961 года) — английский бывший профессиональный игрок в снукер. Известен, среди прочего, тем, что стал первым в истории игроком, которому удалось сделать тотал-клиренс со свободным шаром на профессиональном турнире.

## Карьера
Стив Джеймс стал профессионалом и попал в мэйн-тур в 1986 году после победы на специальной серии турниров, в которой десять прошедших квалификацию любителей играли матч за место в туре против десяти профессионалов с наиболее низким рейтингом.
Пик карьеры Джеймса пришёлся на начало девяностых. В 1990 году он выиграл турнир Mercantile Credit Classic, победив в финале Уоррена Кинга, 10:6. В следующем сезоне он занял рекордное для себя 7 место в мировом рейтинге. 14 апреля 1990 года, на чемпионате мира 1990 года в матче против Алекса Хиггинса Джеймс совершил исторический брейк, забив 16 номинальных красных и 16 цветных и доведя серию до логического завершения тотал-клиренсом. При построении брейка он использовал свободный шар.
На чемпионате мира 1991 года в четвертьфинале Стив Джеймс выиграл у защищавшего свой титул Стивена Хендри, 13:11. Но в полуфинале он уступил Джимми Уайту.
Джеймс — единственный снукерист, которому удавалось сделать два сенчури-брейка в своём дебютном матче в Крусибле (то есть в финальной стадии чемпионата мира).

## Достижения в карьере
- Mercantile Credit Classic чемпион — 1990
- Pontins Professional победитель — 1992
- Чемпионат мира полуфинал — 1991